# Chorinea sylphina
Chorinea sylphina és una espècie de lepidòpter papilionoïdeu de la família dels riodínids (Riodinidae). Viu a l'Equador, el Perú i Bolívia. Solen volar quan fa sol i sovint s'aturen a la part inferior de les fulles.